# Heinrich Graf (sollevatore)
Heinrich Graf (1894) è stato un sollevatore svizzero campione mondiale nel 1922 e medagliato europeo, che ha gareggiato nella categoria dei pesi piuma.

## Carriera
Vinse una medaglia di bronzo ai campionati europei di Offenbach am Main nel 1921 e una medaglia d'oro ai campionati mondiali di Tallinn nel 1922. Non partecipò a nessuna edizione dei Giochi olimpici.